# Henrik Sundström

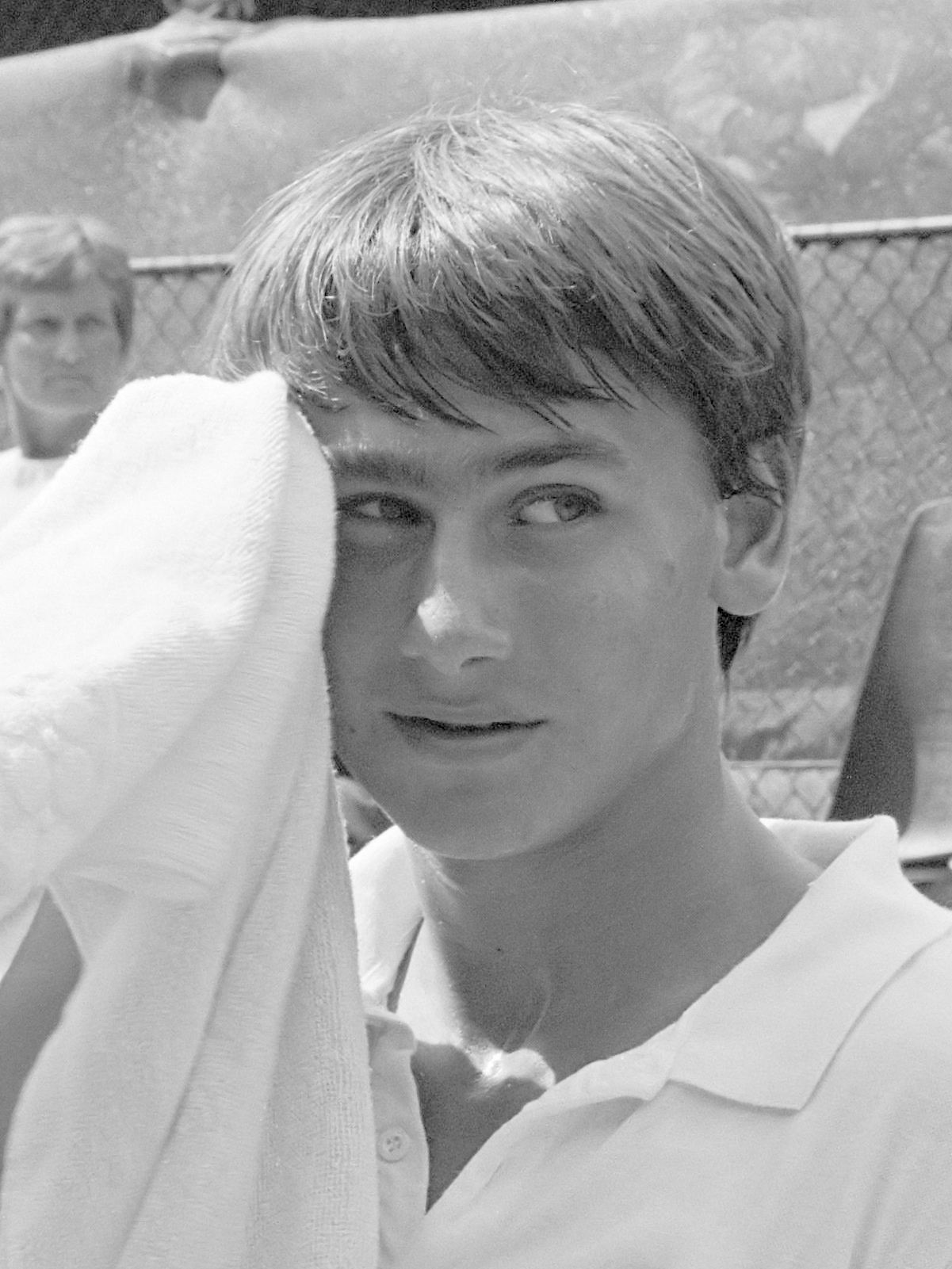
Henrik Sundström (1982)

Henrik Sundström, född 29 februari 1964 i Lund, är en svensk tidigare professionell tennisspelare.

## Tenniskarriären
Sundström blev proffs på ATP-touren 1982 och spelade fram 1989 då han tvingades sluta spela på grund av ryggbesvär som debuterat 1985. Han vann totalt 5 singeltitlar på touren och nådde kvartsfinal i Franska öppna 1984. Sundström rankades som bäst som nummer 7 i singel (oktober 1984) och som nummer 99 i dubbel (oktober 1984). Han vann totalt 819 393 US dollar i prispengar.  
Henrik Sundström deltog i det svenska Davis Cup-laget 1983-85. Han spelade totalt 10 matcher och vann 8 av dem. Säsongen 1984 deltog Sundström i det svenska laget som via kvartsfinalvinst över Paraguay och semifinalvinst över Tjeckoslovakien nådde slutfinal som spelades mot USA på grus i Scandinavium i Göteborg. Sundström vann alla 6 matcher han spelade i dessa finaler. I kvartsfinalen besegrade han elitspelaren Victor Pecci och i semifinalen Tomas Smid och världsettan Ivan Lendl. Mot Lendl låg han under med 2 set mot 0 och tjecken ledde med 3-0 i det tredje setet. Inför ett hotande nederlag ändrade Sundström speltaktik och vände sensationellt matchen till seger med siffrorna 4-6 3-6 6-3 6-1 6-1. I den följande världsfinalen spelade Sundström och Mats Wilander singlarna. Wilander inledde med seger över amerikanen Jimmy Connors, varefter Sundström följde upp med seger över nye världsettan John McEnroe (13-11  6-4  6-3). Sverige med Stefan Edberg och Anders Järryd vann den följande dubbelmatchen vilket innebar ointaglig ledning med 3-0 i matcher. Sista speldagen besegrade Sundström amerikanen Jimmy Arias medan Wilander förlorade sin match mot McEnroe.

## Spelaren och personen
Henrik Sundström är en talangfull spelare som tvingades avbryta en lovande proffskarriär sedan han som 21-åring (1985) drabbats av ryggsmärtor som ännu på 2000-talet gör sig påminda även vid lätt motionsbollning. Efter avslutad tävlingskarriär har han sysslat med fastighetsaffärer och är verkställande direktör för ett fastighetsbolag. Han är bosatt i Monte Carlo och har två barn.